# تئاتر برادوی (خیابان ۵۳)
تئاتر برادوی (انگلیسی: Broadway Theatre) یک سالن تئاتر متعلق به سازمان شوبرت در شهر نیویورک، آمریکا است.
این تئاتر که در سال ۱۹۲۴ تأسیس شده در منطقه تئاتر برادوی قرار دارد و دارای ۱٬۷۶۱ نفر ظرفیت است.

## نگارخانه

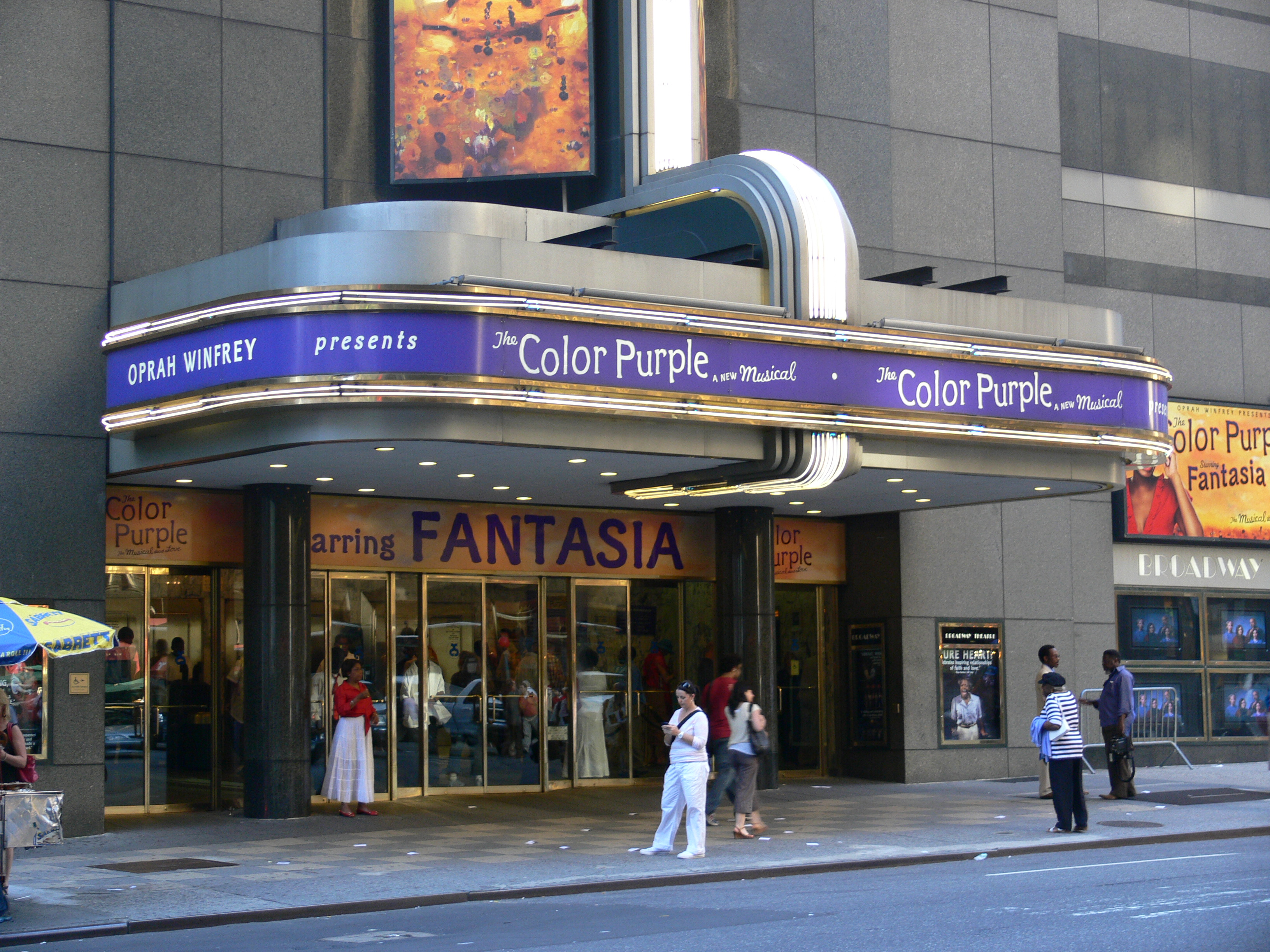
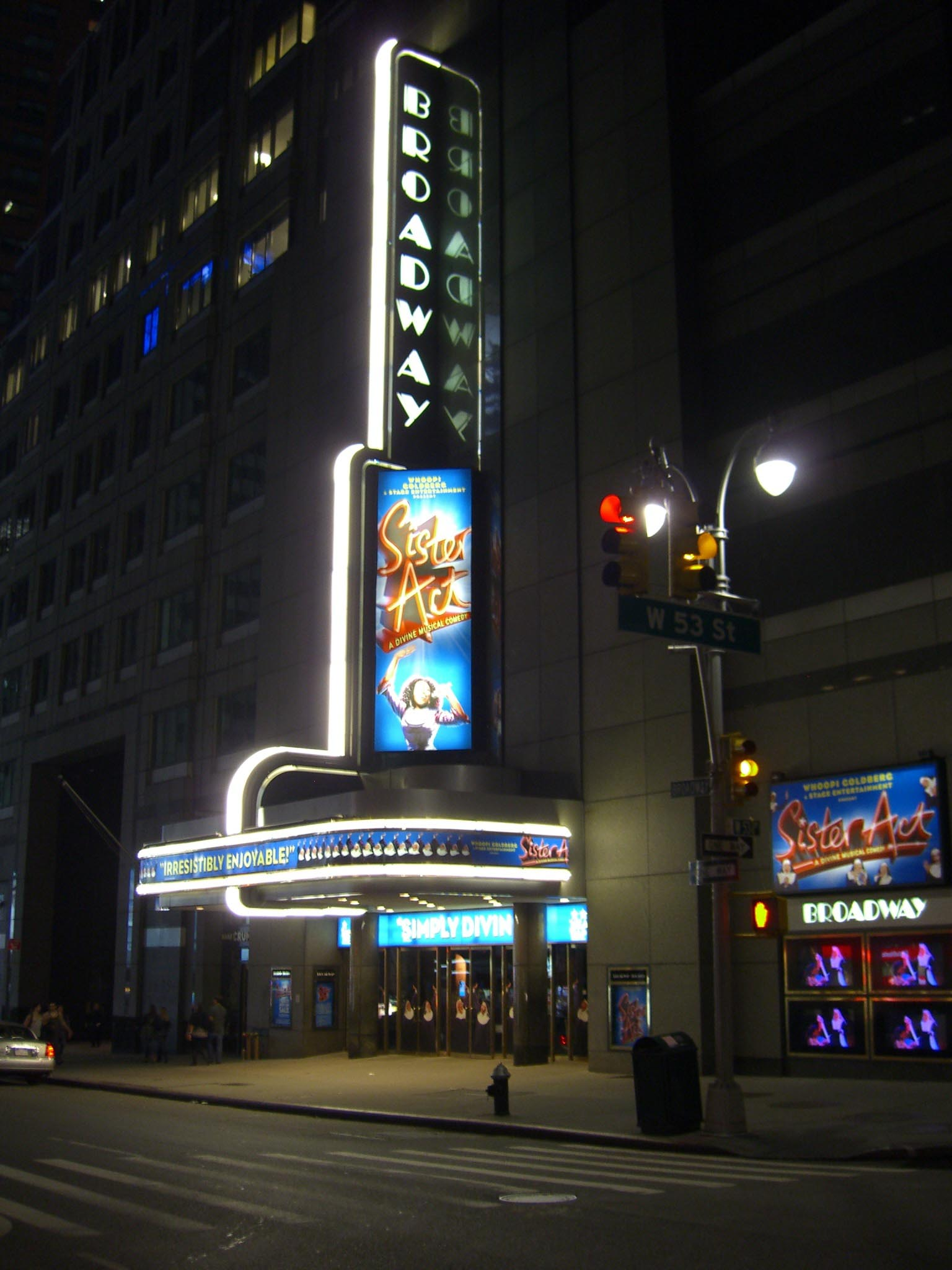
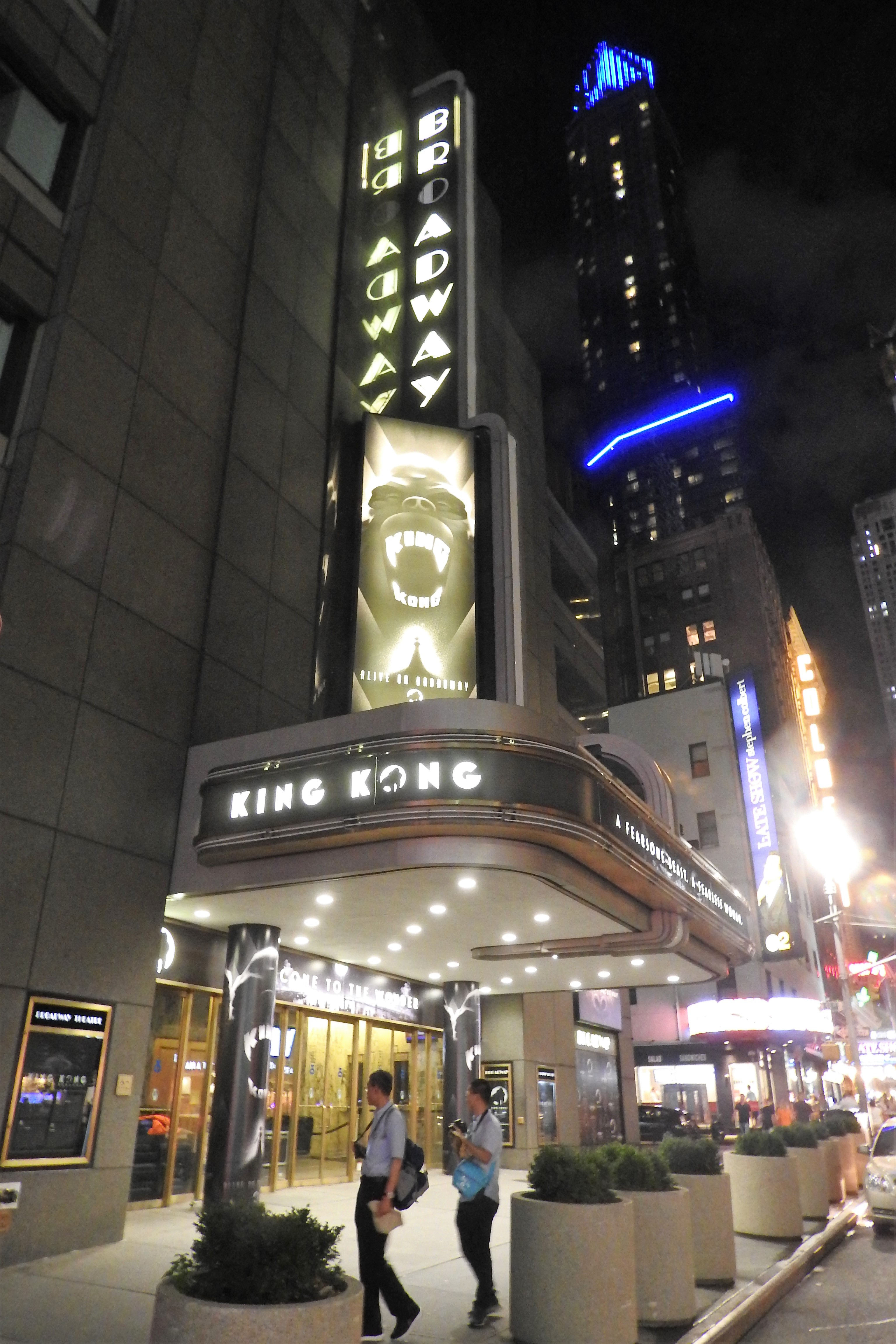